# Enhéngál
Enhéngál (vagy Enhegal) Lagas város sumer vezetője az i. e. 26. század közepén. Elhelyezése a lagasi kronológiában nehézkes. Sem Ur-Nanse, sem az ő utódai, sem a sumer királylisták felirataiban nem szerepel a neve, ezért lehet feltenni, hogy a Meszilim felirataiban szereplő lagasi lugal előttük élt. Meszilim felsorolásában elfoglalt helye alapján Lugalsagengurt is megelőzte. A feltevést alátámasztja egy felirat, amelyen Enhéngál egy Ummával határos terület miatti konfliktusról számol be, ami első említése Guedinnek, a Lagas és Umma közti viszályok később is fontos forrásának. E szövegben Enhéngál nagy úrnak, magasztos királynak és harcosnak nevezi magát, amely egyben a korai titulatúrák példája is. Az Usumgal-sztélé alapzatán van még egy olyan felirat, amely „en-ḫe2-ĝal2 DIM2” olvasatú, és lehet úgy értelmezni, hogy „Enhéngál készítette” –, Az Enhéngál-tábla alapján tudjuk, hogy nem enszi, hanem lugal volt a címe. Ez azonban nem feltétlenül jelenti azt, hogy a lugal szó későbbi értelmében vett önálló városkirály lett volna, ez a kifejezés épp ekkortájt alakult ki, és néhány nemzedéken belül rögzült a „nagy ember” királyi, uralkodói értelmezése.
Enhéngál valószínűleg inkább egy nagy földbirtokos volt, aki Lagasban nagy befolyásra tett szert. Egy nagyjából 2500 hektáros területen ekkor nyolc különböző lugal volt. A szöveg arról szól, hogy Enhéngál felvásárolt tizenegy parcellát egy bizonyos Lugalkigallától (lugal-ki-gal-la išib dnin-gir2-su = Lugalkigalla, Ningírszu papja). A szöveg ugyan jó megtartású és olvasható, de értelmezése nehézkes a sok lehetséges olvasat miatt. A jelenlegi értelmezési hagyomány Igor Mihajlovics Gyjakonov és Dietz Otto Edzard publikációira támaszkodik.
Neve - 𒂗𒃶𒅅 en-ḫe2-ĝal2 – jelentése „az úr bősége”, a fentiek tükrében felvett     név lehet.

Enhéngál feliratának előoldala
Enhéngál feliratának hátoldala